# Sicarius tropicus
Sicarius tropicus là một loài nhện trong họ Sicariidae. S. tropicus được miêu tả năm 1936 bởi Cândido Firmino de Mello-Leitão.